# Israel Nash
Israel Nash (Missouri, EUA, 5 de gener de 1981) és el nom artistic del cantautor i guitarrista Israel Nash Gripka.

## Carrera
Originari de Missouri, Nash es va traslladar a la ciutat de Nova York el 2006. Nash va actuar en clubs del Lower East Side com The Living Room i Rockwood Music Hall. El 2009, va llançar de manera independent el seu àlbum debut en solitari, New York Town, que es va gravar a "The Magic Shop" al barri de Soho de Nova York. La ciutat de Nova York va ser finalment recollida pel segell holandès Continental Records Services a Europa i al Regne Unit.
El seu segon àlbum, Barn Doors and Concrete Floors, va ser llançat el 29 de març de 2011. L'àlbum es va gravar durant l'estiu de 2010 en una petita granja situada a les muntanyes Catskill a l'estat de Nova York. Nash va reclutar Steve Shelley de Sonic Youth per coproduir l'àlbum i tocar la bateria a totes les cançons. Ted Young va dissenyar l'àlbum. Per a aquest àlbum, Nash va extreure del seu cercle d'amics per formar la seva banda de suport, com Joey McClellan (Midlake, The Fieros) a la guitarra principal, Aaron McClellan (The Fieros) al baix i Eric Swanson al baix, mandolina i banjo. Publicat per "Continental Record Services", l'àlbum va obtenir més atenció a Europa i el Regne Unit i va rebre crítiques positives en publicacions com The Independent. Barn Doors and Concrete Floors també va ser escollit com el millor àlbum de 2011 per les llistes d'Euro Americana. Les grans gires per Europa en suport de Barn Doors van ajudar a Nash a obtenir una major exposició.
A finals de 2011, Nash va deixar la ciutat de Nova York i es va traslladar a Dripping Springs, Texas. El seu tercer disc, Israel Nash's Rain Plans, es va gravar l'estiu de 2012. Rain Plans va ser produït per Nash i de nou dissenyat per Ted Young. L'àlbum va ser rastrejat en una màquina de cinta analògica de 2" Studer de 16 pistes evitant intencionadament l'ús de la tecnologia de gravació digital moderna. La casa de Nash fora de Dripping Springs va servir com a estudi i residència de la banda durant la sessió d'enregistrament. La banda estava formada per Nash, formació de gires del cicle d'àlbums de Barn Doors, incloent el bateria Josh Fleischmann, Joey i Aaron McClellan a la guitarra i el baix (respectivament) i Eric Swanson al pedal steel. Llançat pel segell londinenc Loose Music el 30 de setembre de 2013, l'àlbum va rebre generalment crítiques positives de la premsa europea.
El 2014, Rain Plans va ser llançat als Estats Units per Loose Music a través de l'empresa de serveis d'etiquetes Thirty Tigers amb seu a Nashville. Ràpidament es va convertir en un dels favorits a NPR i diverses estacions de ràdio no comercials com KEXP a Seattle, WXPN a Filadèlfia, KUTX a Austin i The Current a Minneapolis-St. Pau. El gener de 2015, Israel Nash va participar en una sessió de World Cafe.
Nash i la seva banda van gravar Silver Season en cinta al ranxo de Nash a Texas el 2015, que es va publicar l'octubre de 2015 amb l'aclamació de la crítica. La revista Classic Rock ho va considerar "encara més exquisit" que Rain Plans. La revista Q va destacar els seus "missatges subtilment polítics", mentre que Uncut el va qualificar de "un àlbum fantàstic". Mojo va elogiar la seva "poesia còsmica, guitarres cruixents i pedal steel desmaiat".
El 4 de novembre de 2016, Nash i The Bright Light Social Hour van llançar l'EP col·laboratiu de tres cançons Neighbors. L'EP va ser gravat entre els estudis de les dues bandes prop d'Austin, i va ser llançat digitalment i com a disc de vinil de 7" d'edició limitada.

## Discografia

### Àlbums d'estudi
- New York Town (2009)
- Barn Doors and Concrete Floors (2011)
- 2011 Barn Doors Spring Tour, Live in Holland (2011)
- Israel Nash's Rain Plans (2013, publicat a Nord-amèrica el 2014)
- Israel Nash's Silver Season (2015)
- Lifted (2018)
- Topaz (2021)
- Ozarker (2023)

### Directes
- 2011 Barn Doors Spring Tour: Live in Holland (2011)
- Across the Water; Live in Europe (2020)

### EP
- Working Class Hero and Other Favorites (2011)
- From The Other Side Of The Barn (2012)
- See The Beauty That Surrounds You (2014)
- Neighbors EP (2016) (amb The Bright Light Social Hour)
- Topaz EP (2019)